# Koninklijke Vlaamse Chemische Vereniging
De Koninklijke Vlaamse Chemische Vereniging (KVCV) is een Vlaamse organisatie die chemici groepeert. Dit om vorming en promotie van de sector en om de belangen van haar leden te verdedigen. KVCV maakt deel uit van de European Chemical Society (EuChemS), een Europese non-profitorganisatie.

## Geschiedenis

### Oprichting van de VCV
In 1939 zochten een aantal scheikundigen van de Universiteit Gent en Katholieke Universiteit Leuven contact met elkaar om zich te groeperen. Zij komen voor het eerst samen op 26 april 1939 in het Century Hotel te Antwerpen. De stichtende leden zijn Jan Gillis, Firmin Govaert, René Goubau, A. Vandevelde, R. Breckpot, N. Van Keirsbilck, R. Aedenboom, Desemt, M. Lenaerts, A. Hammenecker, Janssen, J. Nijs, A. Pil, E. Poppe, W. Robijns en R. Trisman. Zij richten de Vlaamsche Chemische Vereeniging (VCV) op, met als eerste voorzitter J. Gillis, en E. Poppe als secretaris. Elke kern (Gent, Leuven en Antwerpen) krijgt een ondervoorzitter: respectievelijk F. Govaerts, R. Breckpot en R. Aendenboom. Op 20 mei worden de statuten goedgekeurd en op 3 juni wordt een eerste algemene vergadering gehouden in het Instituut voor Tropische Geneeskunde te Antwerpen.
Twee belangrijke redenen voor de oprichting was dat scheikundigen die niet in de techniek stonden geen lid konden worden van de Vlaamse Ingenieurs Vereniging (VIV) en dat geen Vlaamse artikels werden gepubliceerd in het Bulletin des Societés Chimiques Belges.

### 1939 - 1945
- In 1939 kwam dan ook snel een eigen tijdschrift uit onder de naam Huishoudelijke Mededelingen.
- In 1941 werd er tevens een Brusselse afdeling opgericht. (AV 17 mei)
- In 1942 werd in de AV van 18 januari beslist ook niet-universitaire chemici tot de vereniging te aanvaarden en zo een algemene vereniging voor chemici te worden. Hierdoor wordt van januari 1942 van 150 leden groeien naar meer dan 300 leden tegen december 1942.
- In 1942 werd ook het documentatitebureau opgericht (BV 30 mei) en het tijdschrift "Natuurwetenschappelijk Tijdschrift".
- Eveneens in 1942 werden onderhandelingen ondernomen om de VIV en VCV te laten samensmelten. Het VIV wil zijn eigen naam behouden en mensen die niet in de techniek staan niet opnemen als lid. Het VCV kan hier onmogelijk mee akkoord gaan. Het VIV besluit daarop om een eigen studiecommissie voor de chemie op te richten in eigen rangen.
- In geheel 1942 werden 21 activiteiten op poten gezet zonder de vergaderingen
- In 1943 worden op 4 april nieuwe statuten goedgekeurd en het ledenblad naar "Mededeelingen" hernoemd.
- In geheel 1943 worden er 31 activiteiten op poten gezet zonder de vergaderingen.
- In 1944 is er papierschaarste en worden publicaties van leden niet in het "Natuurwetenschappelijk Tijdschrift" maar wel in "Acta Chemica" gezet waardoor het niet meer gratis is voor vcv-leden.
- Prof Valère Billiet stierf door een SS kogel terwijl hij reddingsboeien uitdeelde bij de ramp met de Cap Arcona.
- In geheel 1944 werden 15 activiteiten op poten gezet zonder de vergaderingen.
- In 1945 werden een 10-tal activiteiten op poten gezet zonder de vergaderingen.

### 1946 - 1964
- In 1946 werd het eerste internationaal congres op poten gezet.
- In geheel 1946 zij er niet veel activiteiten en ondertussen is het leden aantal 750.
- In 1949 kunnen leden van het VCV aan halve prijs lid worden van de Koninklijke Nederlandse Chemische Vereniging (KNCV) en krijgen allen ook het tijdschrift Bulletin des Societés Chimiques Belges.
- In 1964 bestaat de vereniging 25 jaar  en wordt een tweedaags coloquium gehouden in de gebouwen van de Federatie der Chemische Nijverheid

### 1964 - heden
- In 1989 bestond de vereniging 50 jaar en krijgt hierdoor de naam Koninklijke Vlaamse Chemie Vereniging. Een jaar lang staan activiteiten in het teken van dit jubileum.
- Sinds 1995 wordt het tijdschrift Chemie Magazine gepubliceerd.

### Voorzitters
- 1939 – Jan Gillis
- 1943 – Albert Pieter Stassens
- 1946 – Raymond Breckpot
- 1949 – René Goubau
- 1951 – René Stevens
- 1953 – Romain Ruyssen
- 1957 – Ferdinand Schouteden
- 1960 – René Lontie
- 1965 – Herman Wachsmuth
- 1966 – André Cottenie
- 1970 – M. Doucet
- 1974 – Pierre Huyskens
- 1978 – Maurits Vandewalle
- 1981 – Pol Bamelis
- 1984 – Frank Alderweireldt
- 1986 – Jacques Engelmann
- 1996 – Freddy Adams
- 1999 – Hugo Berghmans
- 2002 – Robert Smits
- 2008 – Ernst de Bruijn
- 2012 – Christophe De Bie

## Organisatie[1]
De KVCV is opgedeeld in een aantal secties:
- Sectie Analytische Chemie
- Sectie HTC
- Sectie Historiek
- Sectie Jong
- Sectie Kekulé
- Sectie Medicinale en Bio-Organische chemie
- Sectie Onderwijs en Opleidingen
- Sectie Proteomics
- Sectie Voeding